# 김재학 (공수도 선수)
김재학(金宰學, 1989년 5월 20일~)은 대한민국의 극진공수도 선수이다. 현 한국극진공수도연맹 극진관 경기지부(부천도장)에서 수련중에 있으며, 극진 가라데를 주제로 한 유튜브 채널을 운영하고 있다.
김재학 선수는 지난 2019년 4월, 극진관 주체의 전일본 극진공수도 선수권대회에 쿠미테(대련) 한국대표로 출전하여 개인 최고 경력을 경신했다.

## 어린 시절
충청북도 제천시 출신인 김재학은 6세 되던 해, 출생지인 충북 제천을 떠나 인천광역시로 거주지를 옮기게 된다. 초등학교 3학년, 교내 육상부에 스카우트되어 운동을 접하게 되었고, 포환던지기 선수로 활동했다.
초등학교 고학년이 되어서는 시 대표 선발전을 통해 인천대표 선수로 발탁되며 전국대회에 출전하기에 이른다. 전국소년체육대회 등 각종 육상선수권대회에서 입상하며 운동선수로서의 입지를 다지게 된다.

## 가라데 입문
김재학은 육상계를 떠나, 중학교 3학년 시절 동급생의 권유와 극진의 창시자이자 국제공수도연맹 최영의(최배달) 총재의 일대기를 다룬 영화 《바람의 파이터》의 영향을 받아 2006년 당시 극진회관 소사도장에 입문하게 되었으며, 곧 이어진 부평도장의 개관과 동시에 3년간 극진회관 부평도장에서 수련을 하게 된다. 이후 12년 간 공백기를 가지고, 2018년 3월 극진관 경기지부에 입관하여 현재까지 극진공수도 수련에 매진하고 있다.

## 학력
- 경기도 오산시 오산대학교 패션디자인학과

## 경력[4]
- 2018.11 ARZALET.4 (VS 콘도 테츠오) 승[5]
- 2019 제4회 한국 극진공수도 카타 선수권대회 2인1조 일반남자부 2위
- 2019 제4회 한국 극진공수도 카타 선수권대회 일반남자부 1위
- 2019 전일본 극진공수도 선수권대회 -85kg 준우승
- 2018 전한국 극진공수도 선수권대회 감사장
- 2018 전한국 극진공수도 선수권대회 감투상
- 2018 제3회 한국 극진공수도 카타 선수권대회 일반남자부 2위